# Рокараинола
Рокараѝнола (на италиански: Roccarainola) е градче и община в Южна Италия, провинция Неапол, регион Кампания. Разположено е на 162 m надморска височина. Населението на общината е 7294 души (към 2010 г.).